# Terry Plumeri
Don Terryl Plumeri, detto Terry (Greensboro, 28 novembre 1944 – Dunnellon, 31 marzo 2016), è stato un compositore, direttore d'orchestra, contrabbassista, pianista, flautista e produttore discografico statunitense.
Nel corso della sua carriera, compose le musiche per una cinquantina di film hollywoodiani, a partire dalla fine degli anni ottanta, tra cui quelle per molti film thriller tratti dai romanzi di Stephen King. Incise anche vari dischi certificati disco d'oro e disco di platino.

## Biografia
Il 1º aprile 2016 Terry Plumeri viene rinvenuto privo di vita dalla polizia nella sua casa di Dunnellon, in Florida: le ferite riportate dall'artista fanno chiaramente subito risalire la morte a un atto violento, dovuto forse ad un tentativo di rapina finito male.

## Discografia parziale

### Album
- He Who Lives in Many Places (1971)
- Ongoing (1978) Re-released on CD as "Water Garden" (2007)
- Plumeri Conducts Plumeri (1994)
- Film Music of Terry Plumeri (1994)
- Tchaikovsky/Plumeri/Moscow (1998)
- Blue In Green  (2005)
- Tchaikovsky Symphonies 4, 5, & 6/Johnterryl Plumeri-Conductor (2007)
- Chamber Music of Johnterryl Plumeri - Vol. 1 (2009)
- Johnterryl Plumeri and The Moscow Philharmonic Live at Tchaikovsky Hall (2012)

## Filmografia parziale

### Compositore
- Aquila nera (1988)
- Scarecrows (1988)
- Passione fatale (1990)
- Killer sotto la pioggia (1990)
- The Terror Within II (1991)
- A volte ritornano - film TV (1991)
- Cocaina connection (1991)
- Qualcuno sta per morire (One False Move, 1992)
- Due vite al massimo (Teenage Bonnie and Klepto Clyde, 1993)
- Un'avventura molto pericolosa (1993)
- Il giustiziere della notte 5 (1994)
- Dangerous Touch (1994)
- Codice violato - film TV (1994)
- Raging Angels (1995)
- Soldier Boyz (1995)
- Midnight Heat - film TV (1996)
- Esperimento letale - film TV (1996)
- The Wasp Woman - film TV (1996)
- Doppio intrigo (1997)
- The Sleepless (1997)
- Riscatto mortale (1998)
- Trappola esplosiva (1999)
- Storm Trooper (1999)
- Black Sea Raid (2000)
- Knight Club (2001)
- Layover - Torbide ossessioni (2001)
- Route 666 (2001)
- The Homecoming of Jimmy Whitecloud (2001)
- Buddha Heads (2002)
- L'amore apre le ali - film TV (2009)
- Cowboy Zombies - film TV (2016)

## Premi e nomination
- 1993: Independent Spirit Awards 1993: Nomination agli Independent Spirit Awards per la miglior colonna sonora per Qualcuno sta per morire